# Edelsfeld
Edelsfeld – miejscowość i gmina w Niemczech, w kraju związkowym Bawaria, w rejencji Górny Palatynat, w regionie Oberpfalz-Nord, w powiecie Amberg-Sulzbach. Leży w Jurze Frankońskiej, około 18 km na północny zachód od Amberga, przy drodze B85.

## Demografia
| Rok  | Liczba mieszk. |
| ---- | -------------- |
| 1970 | 1 467          |
| 1987 | 1 497          |
| 2000 | 1 954          |

## Polityka
Rada gminy składa się z 12 członków:
- CSU 3 miejsca
- SPD 2 miejsca
- FVW 4 miejsca
- Wspólnota wyborcza Edelsfeld "nasza gmina" 3 miejsca